# Alois Schertzinger
Alois Schertzinger (* 13. Juli 1787 in Gütenbach; † 12. Februarjul. / 24. Februar 1864greg. in Sarata, gebürtig Aloysius Schertzinger) war Uhrmacher, Kapellmeister und Mitbegründer der deutschen Siedlung Sarata in Bessarabien.

## Leben
Alois Schertzinger wurde am 13. Juli 1787 in Gütenbach bei Furtwangen im Schwarzwald geboren. Schertzinger erlernte das Uhrmacherhandwerk und wanderte mit 17 Jahren nach Sankt Petersburg aus. Dort bekam er für seine Uhrmacherkunst eine Auszeichnung und wurde als „tüchtiger Meister“ befunden.
Er war ein guter Violinspieler und nahm an einigen Konzerten teil. Durch seine Musikalität war er zeitweise Kapellmeister am Hofe des Zaren Alexander I. von Russland.
In St. Petersburg traf er auf den Prediger Ignaz Lindl. Mit ihm schloss er eine enge Freundschaft. Als Lindl aufbrach, um im südrussischen Gouvernement Bessarabien eine Siedlung mit deutschen Auswanderern zu gründen, folgte ihm Schertzinger. Alois Schertzinger entwarf den Plan zur Ansiedlung des Kolonistendorfes Sarata (heute in der Ukraine), das 1822 entstand. Da er die russische Sprache beherrschte und durch sein Organisationstalent beim Beschaffen von Baumaterialien war er eine wichtige Stütze der deutschen Siedler. Am 15. Augustjul. / 27. August 1822greg. heiratete Schertzinger die aus Bad Langenbrücken/Baden stammende Marianna Schäfer (1805–1888), mit welcher er 3 Kinder hatte.

Schertzinger war über 19 Jahre Gehilfe von Gottlieb Veygel, dem Bürgermeister Saratas und wiederholt Bevollmächtigter der Gemeinde beim Landgericht Akkerman. Trotz der Anerkennung für seine Verdienste bei der Gründung von Sarata, zog er sich in späten Jahren betrübt, nach einer Zurücksetzung innerhalb der Gemeinde, ins Privatleben zurück. 

Sterbeeintrag

Für seine langjährigen Dienste ehrte ihn der russische Zar durch die Verleihung der silbernen Medaille, mit der nur wenige Bessarabiendeutsche ausgezeichnet wurden. Alois Schertzinger starb am 12. Februar 1864 in Sarata an einem Schlaganfall und wurde dort am 14. Februar 1864 beigesetzt.